# Cystynoza

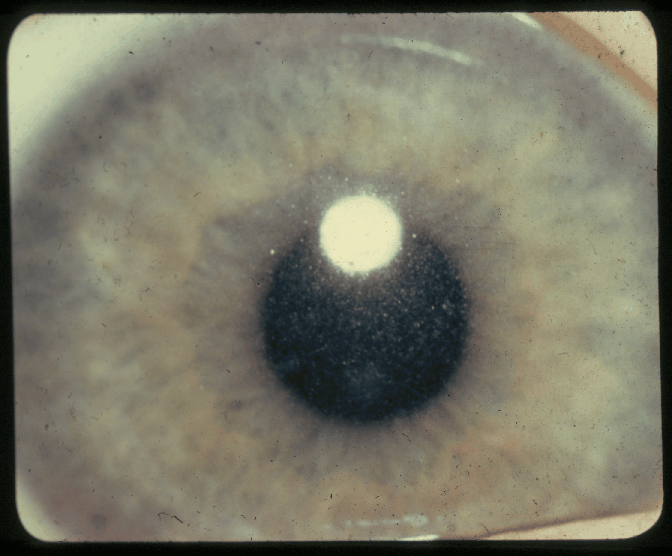
Kryształki cystyny w rogówce 4,5-letniego pacjenta z cystynozą

Cystynoza (ang. cystinosis) – rzadka, uwarunkowana genetycznie choroba metaboliczna zaliczana do lizosomalnych chorób spichrzeniowych, w której przebiegu w lizosomach gromadzi się aminokwas cystyna. Dziedziczenie choroby jest autosomalne recesywne. Cystynoza związana jest z mutacjami genu kodującego białko enzymu cystynozyny. Częstość schorzenia szacuje się na 1:100 000-1:200 000 urodzeń.

## Objawy i przebieg
Wyróżnia się trzy typy choroby:
- niemowlęcy nefropatyczny (OMIM#219800)
- dziecięcy lub młodzieńczy nefropatyczny (OMIM#219900)
- nienefropatyczny dorosłych (OMIM#219750).

Cechy zespołu to:
- prawidłowa masa i długość urodzeniowa
- niedobór wzrostu w pierwszym roku życia
- niechęć do ssania w wieku niemowlęcym
- wydatne czoło
- nieprawidłowości oczne:
  - światłowstręt
  - retinopatia
  - obniżona ostrość wzroku
  - kryształki w rogówce
- różaniec krzywiczy
- hepatomegalia
- splenomegalia
- niewydolność trzustki
- zespół Fanconiego
- niewydolność nerek
- kamica nerkowa (moczanowa i szczawianowa)
- opóźniony wiek kostny
- kolana koślawe
- jasne włosy i skóra
- męczliwość mięśni
- miopatia
- trudności w połykaniu
- prawidłowa inteligencja
- atrofia mózgu
- nawracające epizody kwasicy i odwodnień
- poliuria i polidypsja

### Nieprawidłowości biochemiczne
- białkomocz
- glukozuria przy normoglikemii
- hiponatremia
- hipokaliemia
- niedobór karnityny
- hipofosfatemia
- krwinkomocz
- aminoacyduria